# Nanaguna quadrifera
Nanaguna quadrifera är en fjärilsart som beskrevs av W. Warren 1914. Nanaguna quadrifera ingår i släktet Nanaguna och familjen trågspinnare. Inga underarter finns listade i Catalogue of Life.